# Piastra egípcia
A piastra (em árabe: qirsh, قرش, pronunciado irsh) foi a moeda do Egito até 1834. Era subdividida em 40 para, cada um dos 3 akçe.

## História
O piastre foi baseado no kuruş, introduzido ao Egito, era parte do Império Otomano. Como na Turquia, a degradação  foi levar para o piastra caindo significativamente no valor. Em 1834, a libra, ou gineih (árabe) foi apresentado como a moeda, no valor de 100 piasta. O piastra continua em uso até os dias atuais como uma subdivisão da libra.

## Moedas
No início do século 19, bilhões de moedas em denominações de 1 akçe, 1, 5, 10 e 20 para, e 1 qirsh estavam em circulação, juntamente com moedas de ouro expressos como¼,½, 1, 2 e 3 de mahbub.